# Victoria Eugenia Fernández de Córdoba, 18ª Duquesa de Medinaceli
Doña Victoria Eugenia Fernández de Córdoba y Fernández de Henestrosa, 18ª Duquesa de Medinaceli, GE (pronúncia: [biɣˈtoɾja ewˈxenja feɾˈnandeθ ðe ˈkoɾðoβaj feɾˈnandeθ ðe enesˈtɾosa] (16 de abril de 1917 – 18 de agosto de 2013) foi uma nobre espanhola e Grande da Espanha . Ela era a chefe da nobre Casa Espanhola de Medinaceli e patrona da Fundação Casa Ducal de Medinaceli. Além do seu título principal de Duquesa de Medinaceli, deteve outros 49 títulos de nobreza hereditários durante sua vida, tornando-a a segunda nobre mais titulada da Espanha, logo depois de Cayetana Fitz-James Stuart, 18.ª Duquesa de Alba . Morreu em Sevilha a 18 de agosto de 2013, aos 96 anos 

## Vida e família
Doña Victoria é a filha mais velha de Don Luis Jesús Fernández de Córdoba y Salabert, 17.º Duque de Medinaceli, e de Dona Ana María Fernández de Henestrosa y Gayoso de los Cobos. Foi batizada na Câmara Real do Palácio Real de Madrid, tendo a rainha Vitória Eugénia e o rei Alfonso XIII de Espanha sido seus padrinhos. Foi-lhe dado o nome de Victoria em homenagem à Rainha. Ela era conhecida pelo apelido de Mimí pela família e amigos próximos.
Casou-se com Rafael de Medina y Vilallonga em 1938 e sucedeu ao ducado em 1956, após a morte de seu pai. Antes disso, foi nomeada 16ª Duquesa de Alcalá de los Gazules, título de cortesia concedido por seu pai. Foi a segunda nobre mais titulada da Espanha, e detentora de um dos seus mais antigos ducados.
Em 1980, a Duquesa criou a Fundação Casa Ducal de Medinaceli, que administra a Casa de Pilatos em Sevilha, a sua residência principal, bem como o Hospital de San Juan Bautista em Toledo e o Palácio de Oca na Galiza .

## Casamento e descendência
A Duquesa casou-se a 12 de janeiro de 1938 em Sevilha, com Rafael de Medina y Vilallonga, Cavaleiro da Real Maestranza de Caballería de Sevilla e Prefeito de Sevilha de 1943–47. O duque era filho de Luis de Medina y Garvey, filho do 4º Marquês de Esquivel, e de Amelia de Vilallonga e Ybarra. Tiveram 4 filhos:
- Doña Ana Luisa de Medina y Fernández de Córdoba, 12ª Marquesa de Navahermosa (n. 2 de maio de 1940 - m. 7 de março de 2012), que se casou pela primeira vez em Sevilha, a 3 de junho de 1961, com o príncipe Maximiliano Emmanuel de Hohenlohe-Langenburg, de Hohenlohe família principesca, irmão do príncipe Alfonso de Hohenlohe-Langenburg . Divorciou-se em 1982 e casou-se em segundas núpcias em 1985, com Jaime de Urzáiz y Fernández del Castillo, Ministro da Cultura . Filhos do primeiro casamento:
  - Príncipe Marco de Hohenlohe-Langenburg, 19.º Duque de Medinaceli (n. 8 de março de 1962 - m. 19 de agosto de 2016), casou-se em Ronda, a 1 de junho de 1996, com Sandra Schmidt-Polex, filha de Hans Carl Schmidt-Polex, e Karin Goepfer, com descendência.
  - Príncipe Pablo de Hohenlohe-Langenburg (n. 5 de março de 1963), casou-se no Mosteiro de Tavera, Toledo, a 6 de junho de 2002, com María del Prado y Muguiro, filha de Juan Carlos del Prado, 11º Marquês de Caicedo, e Teresa de Muguiro y Pidal, com descendência.
  - Princesa Flávia de Hohenlohe-Langenburg (n. 9 de março de 1964), casou-se em Sevilha, a 10 de novembro de 1990, com o seu primo em segundo grau José Luis de Vilallonga y Sanz, com descendência.
- Don Luis de Medina y Fernández de Córdoba, 9º Duque de Santisteban del Puerto, Grande da Espanha (n. 4 de junho de 1941 - m. 9 de fevereiro de 2011), que se casou em Sevilha, a 1 de dezembro de 1985, com Mercedes Conradi y Ramírez. Teve 2 filhas:
  - Doña Victoria Francisca de Medina y Conradi y Ramírez (n. 4 de outubro de 1986), 10ª Duquesa de Santisteban del Puerto, Grande de Espanha, casou-se em Sevilha em 2014, com Miguel José Coca y Barrionuevo .
  - Doña Casilda de Medina y Conradi y Ramírez (n. 16 de maio de 1989), 16ª Marquesa de Solera.
- Don Rafael de Medina y Fernández de Córdoba, 19º Duque de Feria, Grande de Espanha (n. 10 de agosto de 1942 - m. 5 de agosto de 2001), casado na Ermida de El Rocío, Almonte, com Natividad Abascal y Romero-Toro (divórcio em 1989). Crianças:
  - Don Rafael de Medina, 20.º Duque de Feria, Grande de Espanha (n. 25 de setembro de 1978).
  - Don Luis de Medina y Abascal (n. 31 de agosto de 1980).
- Don Ignacio de Medina y Fernández de Córdoba, 19.º Duque de Segorbe, Grande de Espanha (n. 23 de fevereiro de 1947), casou-se em Sevilha, a 24 de outubro de 1985, com a Princesa Maria da Glória de Orleães-Bragança, filha do Príncipe Pedro Gastão de Orleães -Bragança e esposa Princesa Maria de la Esperanza de Bourbon-Duas Sicílias e ex-esposa de Alexandre, Príncipe Herdeiro da Iugoslávia . Filhas:
  - Doña Sol María de la Blanca de Medina y Orléans-Bragança, 54ª Condessa de Ampurias (n. 8 de agosto de 1986).
  - Doña Ana Luna de Medina y Orléans-Bragança, 17ª Condessa de Ricla (n. 4 de maio de 1988).

## Títulos
Victoria Eugenia Fernández de Córdoba deteve um total de 50 títulos nobres hereditários durante sua vida, 14 dos quais acompanhados da dignidade de Grande .

### Ducados

Brasão ducal de Medinaceli

- 18ª Duquesa de Medinaceli, Grande de Espanha
- 18ª Duquesa de Segorbe, Grande de Espanha - Cedido ao seu filho Don Ignacio
- 16ª Duquesa de Alcalá de los Gazules, Grande de Espanha
- 18ª Duquesa de Feria, Grande de Espanha - Cedido ao seu filho Don Rafael
- 12ª Duquesa de Camiña, Grande de Espanha
- 8ª Duquesa de Santisteban del Puerto, Grande de Espanha - Cedido ao seu filho Don Luis
- 13ª Duquesa de Ciudad Real, Grande de Espanha
- 4ª Duquesa de Dénia, Grande de Espanha
- 4ª Duquesa de Tarifa, Grande de Espanha

### Marquesados
- 17ª Marquesa de Priego, Grande de Espanha
- 17ª Marquesa de Camarasa, Grande de Espanha
- 14ª Marquesa de Aitona, Grande da Espanha
- 11ª Marquesa de la Torrecilla, Grande da Espanha
- 17ª Marquesa de Dénia
- 20ª Marquesa de Pallars
- 17ª Marquesa de Comares
- 19ª Marquesa de Tarifa
- 17ª Marquesa de las Navas
- 15ª Marquesa de Villalba - Cedido ao filho Dom Rafael
- 14ª Marquesa de Alcalá de la Alameda
- 15ª Marquesa de Villafranca
- 14ª Marquesa de Malagón
- 15ª Marquesa de Montalbán
- 13ª Marquesa de Solera - Cedido ao filho Dom Luis
- 11ª Marquesa de Navahermosa - Cedida à filha Doña Ana
- 14ª Marquesa de Cilleruelo
- 9ª Marquesa de São Miguel das Penas e da Mota

### Condados
- 17ª Condessa de Santa Gadea, Grande de Espanha
- 52ª Condessa de Ampurias - Cedido a seu filho Don Ignacio
- 26ª Condessa de Prades
- 22ª Condessa de Osona
- 22ª Condessa de Castrojeriz
- 20ª Condessa de Cocentaina
- 19ª Condessa de Medellín
- 19ª Condessa do Risco
- 24ª Condessa de Buendía
- 19ª Condessa dos Molares, Adelantada Mayor da Andaluzia
- 14ª Condessa de Villalonso
- 16ª Condessa de Castellar
- 15ª Condessa de Ricla - Cedido ao filho Don Ignacio
- 14ª Condessa de Aramayona
- 15ª Condessa de Amarante
- 12ª Condessa de Alcoutim
- 12ª Condessa de Valenza e Valladares
- 10ª Condessa de Moriana del Río - Cedido ao filho Don Luis
- 8ª Condessa de Ofália - Cedido à filha Doña Ana

### Viscondados
- 46ª Viscondessa de Bas
- 44ª Viscondessa de Cabrera
- 42ª Viscondessa de Vilamur
- 12ª Viscondessa de Linares